# جمعية القضاة التونسيين
جمعية القضاة التونسيين هي جمعية مهنية تونسية تأسست في 11 فبراير 1990 كتواصل للجمعية الودادية للحكام التونسيين التي تأسست في 18 يوليو 1946 والتي تعتبر الممثل التاريخي للقضاة التونسيين.

عند تأسيسها، كانت هذه الجمعية هي الهيكل الوحيد الممثل للسلك القضائي في البلاد، وذلك حتى الثورة التونسية في 2011 أين تم تأسيس نقابة القضاة التونسيين.

## التاريخ
تم تأسيس جمعية القضاة التونسيين كتواصل لجمعية ودادية الحكام التونسيين في 11 فبراير 1990.

بعد الثورة التونسية في 2011، أصبح للجمعية دور أهم في تسيير وتأطير الحياة القضائية في البلاد، حيث كان القاضي أحمد الرحموني ممثلا للجمعية في الهيئة العليا لتحقيق أهداف الثورة والإصلاح السياسي والانتقال الديمقراطي. هذه الهيئة أسست الهيئة العليا المستقلة للانتخابات، ودعيت جمعية القضاة لاقتراح ثلاثة أعضاء لهذه الهيئة (بينما نقابة القضاة التونسيين تقترح ثلاثة آخرين). لدى جمعية القضاة ممثل دائم في الهيئة العليا لحقوق الإنسان والحريات الأساسية.

## الرؤساء
- 2004 - 2005: أحمد الرحموني.[2]
- 2005: خالد عباس.[3]
- 2005 - 2008: طارق براهم.[4]
- 2008 - 2011: عدنان الهاني.[5]
- يناير - 31 أكتوبر 2011: أحمد الرحموني.[6]
- 31 أكتوبر 2011 - 9 ديسمبر 2013: كلثوم كنو.[7]
- 9 ديسمبر 2013 - 25 فبراير 2018: روضة القرافي.[8]
- 25 فبراير 2018 - الآن: أنس الحمادي.[9]

## مقالات ذات صلة
- الجمعية الودادية للحكام التونسيين
- نقابة القضاة التونسيين
- الاتحاد العربي للقضاة

## روابط خارجية
- الموقع الرسمي للجمعية.